# Jiří Nový
Jiří Nový (* 19. dubna 1948) byl český a československý politik a bezpartijní poslanec Sněmovny lidu Federálního shromáždění za normalizace.

## Biografie
K roku 1981 se profesně uvádí jako frézař. Ve volbách roku 1981 zasedl do Sněmovny lidu (volební obvod č. 17 - Benešov, Středočeský kraj). Mandát obhájil ve volbách roku 1986 (obvod Benešov). Ve Federálním shromáždění setrval do konce funkčního období, tedy do svobodných voleb roku 1990. Netýkal se ho proces kooptací do Federálního shromáždění po sametové revoluci.